# 臺灣社區大學列表
社區大學為臺灣地區依據「社區大學發展條例」辦理的終身教育機構，教育目標為提升民眾公民素養、地方參與、社區永續等。2025年2月統計全台共90所社區大學。
2002年6月立法院通過終身學習法，各地方政府得由依此法訂定自治法規，2018年立法院通過社區大學發展條例，並修正終身學習法部分條文，賦予社區大學完整法源依據。

## 基隆市
共計1所，0分校
- 基隆市基隆社區大學[4]

## 臺北市
參見臺北市社區大學聯網 （页面存档备份，存于）　
共計 12所，0分校
- 臺北市文山社區大學
- 臺北市中正社區大學
- 臺北市萬華社區大學
- 臺北市士林社區大學
- 臺北市北投社區大學
- 臺北市內湖社區大學
- 臺北市信義社區大學
- 臺北市南港社區大學
- 臺北市松山社區大學
- 臺北市大安社區大學
- 臺北市大同社區大學
- 臺北市中山社區大學
- 臺北市原住民部落社區大學（非依據社區大學發展條例設立）

## 新北市
參見新北市社區大學聯網 （页面存档备份，存于）　
共計 13所，1分校
- 新北市淡水社區大學
- 新北市板橋社區大學
- 新北市三重社區大學
- 新北市新中和社區大學[7]
- 新北市新莊社區大學[8]
- 新北市永和社區大學
- 新北市新店崇光社區大學
- 新北市林口社區大學
- 新北市蘆荻社區大學
- 新北市樹林社區大學
- 新北市三鶯社區大學
- 新北市汐止社區大學
- 新北市土城社區大學
- 新北市萬金石海洋社區大學(已停辦)

## 桃園市
共計5所，0分校
- 桃園市中壢社區大學
- 桃園市八德社區大學
- 桃園市新楊平社區大學
- 桃園市平鎮市民大學
- 桃園市蘆山園社區大學

## 新竹縣
共計3所，0分校
- 新竹縣竹東社區大學
- 新竹縣竹北社區大學
- 新竹縣豐湖社區大學

### 新竹縣社區大學發展
| 年度 | 設立情形                 | 概況                                                                             |
| ---- | ------------------------ | -------------------------------------------------------------------------------- |
| 1999 | 新設立7 所分部           | 新豐分部、芎林分部、關西分部、竹東第一分部、竹東第二分部、新埔分部、遠距教學中心 |
| 2004 | 停止辦學5 所             | 關西分部、新豐分部                                                               |
| 2005 | 新設立1 所               | 關西分部、新豐分部、芎林分部                                                     |
| 2006 | 停止辦學1 所、新設立1 所 | 關西分部、新豐分部、新竹縣竹北社區大學                                           |
| 2007 | 新設立1 所               | 關西分部、新豐分部、新竹縣竹北社區大學、新竹縣竹東社區大學                       |
| 2008 | 停止辦學1 所             | 新竹縣關西社區大學、新竹縣竹北社區大學、新竹縣竹東社區大學                       |
| 2010 | 停止辦學1 所             | 新竹縣竹北社區大學、新竹縣竹東社區大學                                           |
| 2012 | 新設立1 所               | 新竹縣竹北社區大學、新竹縣竹東社區大學、新竹縣寶山社區大學                       |
| 2015 | 停止辦學1 所             | 新竹縣竹北社區大學、新竹縣竹東社區大學                                           |

## 新竹市
共計3所，0分校
- 新竹市竹松社區大學
- 新竹市竹塹社區大學（原新竹市婦女社區大學改名）
- 新竹市科學城社區大學

## 苗栗縣
共計2所，0分校
- 苗栗大明社區大學
- 苗栗縣社區大學

## 臺中市
共計11所，0分校
- 臺中市北屯社區大學
- 臺中市后豐社區大學
- 臺中市潭雅神社區大學
- 臺中市甲安埔社區大學
- 臺中市大屯社區大學
- 臺中市五權社區大學
- 臺中市文山社區大學
- 臺中市後驛社區大學
- 臺中市南湖社區大學
- 臺中市海線社區大學
- 臺中市山線社區大學

## 彰化縣
共計7所，3分校
- 彰化縣湖埔社區大學
- 彰化縣彰化社區大學
- 彰化縣員永村社區大學
- 彰化縣二社田社區大學
- 彰化縣美港西社區大學
- 彰化縣鹿秀社區大學
- 彰化縣二林社區大學

## 雲林縣
參見雲林縣社區大學聯網 （页面存档备份，存于）
雲林縣社區大學自雲林縣政府推動已逾20年，以推動民眾人文素養、生活知能及產業發展，培育社區發展人才及現代社會公民，結合雲林縣在地特色發展各類別課程。歷經10年的縣府自辦經營，設立斗六、斗南、虎尾、北港、麥寮及西螺六大教學中心；於民國100年時委外由國立雲林科技大學 （页面存档备份，存于）辦理，設立雲林縣山線社區大學，為雲林縣第一所委外辦理之社區大學，並於105年時全數委外辦理。現雲林縣社區大學共有雲林縣山線社區大學、虎尾溪社區大學 （页面存档备份，存于）、平原社區大學及雲林縣海線社區大學四所。
共計4所，0分校
- 雲林縣虎尾溪社區大學
- 雲林縣山線社區大學
- 雲林縣海線社區大學
- 雲林縣平原社區大學

## 嘉義縣
共計2所，0分校
- 嘉義縣邑山社區大學
- 嘉義縣邑米社區大學

## 嘉義市
共計2所，0分校
- 嘉義市嘉義市社區大學
- 嘉義市博愛社區大學

## 臺南市
共計7所，1分校
- 臺南市北門社區大學
- 臺南市永康社區大學
- 臺南市新化社區大學
- 臺南市新營社區大學
- 臺南市南關社區大學
- 臺南市曾文社區大學
- 臺南市臺南社區大學

## 高雄市
共計7所，0分校
- 高雄市港都社區大學
- 高雄市岡山社區大學
- 高雄市鳳山社區大學
- 高雄市旗美社區大學，為台灣第一所農村型社區大學(2001年3月創校)。
- 高雄市第一社區大學
- 高雄市鎮港園社區大學
- 高雄市北高雄社區大學

## 屏東縣
共計2所，0分校
- 屏東縣屏北區社區大學
- 屏東縣屏南區社區大學

## 南投縣
共計3所
- 2000年9月1日南投縣社區大學正式掛牌設立,至2007年9月1日於縣內共設立11所分校.
- 2016年將11所分校劃分成三所社區大學
  - 南投縣貓羅溪社區大學：服務學區為南投市、草屯鎮、名間鄉、中寮鄉，校本部設於南投市漳興國小。
  - 南投縣水沙連社區大學：服務學區為埔里鎮、國姓鄉、魚池鄉，校本部設於埔里鎮大成國中。
  - 南投縣濁水溪社區大學：服務學區為竹山鎮、鹿谷鄉、集集鎮、水里鄉，校本部設於竹山鎮前山國小。

## 臺東縣
共計1所，0分校
- 臺東縣社區大學

## 花蓮縣
共計1所，0分校
- 花蓮縣社區大學

## 宜蘭縣
共計2所，0分校
- 宜蘭縣宜蘭社區大學
- 宜蘭縣羅東社區大學

## 離島
共計2所，0分校
- 澎湖縣社區大學
- 金門縣清華金門社區大學 （页面存档备份，存于）

## 外部連結
- 教育部全國社區大學教育資訊網 社區大學列表 （页面存档备份，存于）
- 社團法人社區大學全國促進會 各社大介紹(2012年統計)

## 附註
1. ↑  . 教育部全國社區大學教育資訊網.   [2025-02-20].
2. ↑  . 教育部主管法規查詢系統.   [2025-02-20].
3. ↑  . 自由時報.   [2025-02-20].
4. ↑  . 教育部全國社區大學教育資訊網. 2025-02-20  [2025-02-20].
5. ↑  .   [2014-10-20]. （原始内容存档于2014-10-28）.
6. ↑  .   [2014-10-20]. （原始内容存档于2015-03-19）.
7. ↑  .   [2016-10-28]. （原始内容存档于2021-03-09）.
8. ↑  .   [2022-07-16]. （原始内容存档于2022-06-12）.
9. ↑  . 教育部全國社區大學教育資訊網. 2025-02-20  [2025-02-20].
10. ↑  . 教育部全國社區大學教育資訊網. 2025-02-20  [2025-02-20].
11. ↑  . 教育部全國社區大學教育資訊網. 2025-02-20  [2025-02-20].
12. ↑  . 教育部全國社區大學教育資訊網. 2025-02-20  [2025-02-20].